# Сент Етјен ди Рувре
Сент Етјен ди Рувре (фр. Saint-Étienne-du-Rouvray) град је у Француској, у департману Приморска Сена.
По подацима из 1999. године број становника у месту је био 29.092.

## Демографија
| 1962.  | 1968.  | 1975.  | 1982.  | 1990.  | 1999.  | 2011.  |
| ------ | ------ | ------ | ------ | ------ | ------ | ------ |
| 25.833 | 34.713 | 37.242 | 32.444 | 30.731 | 29.092 | 28.118 |

## Партнерски градови
- Норденхам
- Нова Каховка
- Гејтсхед